# Assembleia legislativa regional (Portugal)
Em cada Região Autónoma (Açores e Madeira) é eleita uma Assembleia Legislativa Regional, por sufrágio universal, directo e secreto, de harmonia com o princípio da representação proporcional. Tem competência legislativa em matérias de interesse específico para a região que não estejam reservadas à competência própria dos órgãos de soberania. Pode apresentar propostas de lei à Assembleia da República. A iniciativa legislativa em matéria de estatutos político administrativos das Regiões Autónomas compete, exclusivamente, às respectivas Assembleias Legislativas Regionais, podendo os Deputados e o Governo apresentar propostas de alteração no decurso do processo de discussão na Assembleia da República.

## Assembleia Legislativa por região
| Nome da Assembleia Legislativa                       | Região autónoma | Sede                     | N.º de membros | Presidência | Última eleição         |
| ---------------------------------------------------- | --------------- | ------------------------ | -------------- | ----------- | ---------------------- |
| Assembleia Legislativa da Região Autónoma dos Açores | Açores          | Horta, Ilha do Faial     | 57             | PSD-Açores  | 4 de fevereiro de 2024 |
| Assembleia Legislativa da Região Autónoma da Madeira | Madeira         | Funchal, Ilha da Madeira | 47             | PSD-Madeira | 24 de setembro de 2023 |